# Індійські сухопутні черепахи
Індійські сухопутні черепахи (Indotestudo) — рід черепах з родини Суходільні черепахи підряду Схованошиї черепахи. Має 3 види.

## Опис
Загальна довжина представників цього роду коливається від 20 до 31 см. Голова масивна, товста. Верхня щелепа витягнута, загострена. Панцир куполоподібний, трохи піднятий догори та дещо подовжений. Кінцівки міцні, передні мають булавоподібну форму.
Забарвлення карапаксу коричневе, оливкове з різними відтінками. Платрон та шкіра мають трохи світліше забарвлення.

## Спосіб життя
Полюбляють вічнозелені тропічні ліси. Харчу листя рослин, квіти, плоди, пагони бамбука, гриби.
Самиці відкладають до 9 яєць.
Місцеві мешканці вживають цих черепах у їжу. Інкубаційний період триває 100—190 діб.

## Розповсюдження
Мешкають у Південній та Південно-Східній Азії.

## Види
- Indotestudo elongata
- Indotestudo forstenii
- Indotestudo travancorica